# بصيل ياقوتي
بصيل ياقوتي (الاسم العلمي:  Scilla hyacinthoides) هو نوع من أنواع النباتات، ينتمي لجنس إشقيل ويمتلك عضو تخزين، موطنه الأصلي هو في الشرق الأوسط، على الرغم من أنه تم جلبه أيضًا إلى فرنسا واستقادمه هناك من قبل الأتراك. حاليا، هذا النبات يخوض مراحل عملية التدجين لاستعماله كنبات للزينة (أي من أجل استخدامه لوضعه كزينة في المزهريات مثلا) في إسرائيل، وذلك بسبب نورته الزهرية. بصيل ياقوتي هو نبات بصلي. تزهر هذه النباتات في الوقت الذي ما بين شهري مارس - أبريل وتكون زهورها أرجوانية-مزرقة اللون، و تزدهر على سيقان عالية ومزهرة، حيث يبلغ طول الساق ما بين 50-80 سم.